# Línguas soto-tsuana
As línguas soto-tsuana são um grupo de línguas bantus meridionais faladas na África Austral. Incluem a língua tsuana (Setswana), o soto do norte (sepedi e Sesotho sa Leboa), o soto do sul (SeSotho) e o lozi (Silozi ou Rozi).
O grupo soto-tsuana corresponde ao rótulo S.30 na classificação das línguas da família Bantu de Guthrie (1967-1971) das línguas da família bantu. Como tal, o soto-tsuana inclui um número de variedades de língua que se enquadram dentro deste subgrupo geneticamente aproximados do bantu do sudeste. Estas incluem variedades da língua lozi e numerosas variedades do sepedi.
O lozi também é uma língua soto-tsuana falada na Zâmbia e no nordeste da Namíbia (na Caprivi). Lozi é muito mais distinta das outras línguas soto-tsuana (do que estes são internamente entre si), devido às fortes influências linguísticas da língua luyaana e, possivelmente, outras línguas da Zâmbia e Caprivi. No trabalho de Guthrie – como é hoje amplamente reconhecido –, o lozi fora erroneamente classificada como pertencente ao grupo K.21.